# Dornahalli, Hassan
Dornahalli là một làng thuộc tehsil Hassan, huyện Hassan, bang Karnataka, Ấn Độ.